# 50–40–90 club

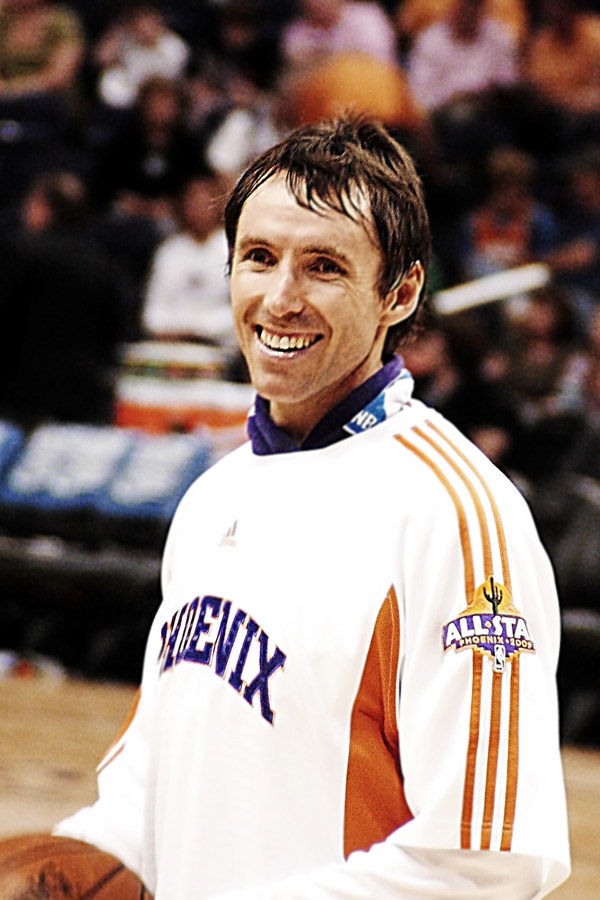
Steve Nash conseguiu o feito quatro vezes jogando pelo Phoenix Suns da NBA.

O 50–40–90 club é um seleto grupo da NBA e WNBA, formado pelos jogadores (a) que obtiveram 50% ou mais de aproveitamento nos arremessos de quadra, 40% ou mais de aproveitamento nos arremessos de três pontos e 90% ou mais de aproveitamento nos lances livres, durante uma temporada regular inteira da NBA ou WNBA. Apenas dez atletas entraram para esse seleto grupo, sendo o ex-armador Steve Nash, o recordista com quatro temporadas na NBA. Stephen Curry é o único jogador que conseguiu o feito fazendo mais de 30 pontos por jogo. 

## Membros

### NBA
| Jogador          | Equipe                       | Temporada | GP | FG  | FGA   | FG%        | 3P  | 3PA | 3P%        | FT  | FTA | FT%        | PTS   | PPG   | Ref.   |
| ---------------- | ---------------------------- | --------- | -- | --- | ----- | ---------- | --- | --- | ---------- | --- | --- | ---------- | ----- | ----- | ------ |
| Larry Bird       | Boston Celtics               | 1986-87   | 74 | 786 | 1,497 | 53% (.525) | 90  | 225 | 40% (.400) | 414 | 455 | 91% (.910) | 2,076 | 28.05 | [ 3 ]  |
| Larry Bird (2)   | Boston Celtics               | 1987-88   | 76 | 881 | 1,672 | 53% (.527) | 98  | 237 | 41% (.414) | 415 | 453 | 92% (.916) | 2,275 | 29.93 | [ 3 ]  |
| Mark Price       | Cleveland Cavaliers          | 1988-89   | 75 | 529 | 1,006 | 53% (.526) | 93  | 211 | 44% (.441) | 263 | 292 | 90% (.901) | 1,414 | 18.85 | [ 4 ]  |
| Reggie Miller    | Indiana Pacers               | 1993-94   | 79 | 524 | 1,042 | 50% (.503) | 123 | 292 | 42% (.421) | 403 | 444 | 91% (.908) | 1,574 | 19.92 | [ 5 ]  |
| Steve Nash       | Phoenix Suns                 | 2005-06   | 79 | 541 | 1,056 | 51% (.512) | 150 | 342 | 44% (.439) | 257 | 279 | 92% (.921) | 1,489 | 18.85 | [ 6 ]  |
| Dirk Nowitzki    | Dallas Mavericks             | 2006-07   | 78 | 673 | 1,341 | 50% (.502) | 72  | 173 | 42% (.416) | 498 | 551 | 90% (.904) | 1,916 | 24.56 | [ 7 ]  |
| Steve Nash (2)   | Phoenix Suns                 | 2007-08   | 81 | 485 | 962   | 50% (.504) | 179 | 381 | 47% (.470) | 222 | 245 | 91% (.906) | 1,371 | 16.93 | [ 6 ]  |
| Steve Nash (3)   | Phoenix Suns                 | 2008-09   | 74 | 428 | 851   | 50% (.503) | 108 | 246 | 44% (.439) | 196 | 210 | 93% (.933) | 1,160 | 15.68 | [ 6 ]  |
| Steve Nash (4)   | Phoenix Suns                 | 2009-10   | 81 | 499 | 985   | 51% (.507) | 124 | 291 | 43% (.426) | 211 | 225 | 94% (.938) | 1,333 | 16.46 | [ 6 ]  |
| Kevin Durant     | Oklahoma City Thunder        | 2012-13   | 81 | 731 | 1,433 | 51% (.510) | 139 | 334 | 42% (.416) | 679 | 750 | 91% (.905) | 2,280 | 28.15 | [ 8 ]  |
| Stephen Curry    | Golden State Warriors        | 2015-16   | 79 | 805 | 1,598 | 50% (.504) | 402 | 886 | 45% (.454) | 363 | 400 | 91% (.908) | 2,375 | 30.06 | [ 9 ]  |
| Malcolm Brogdon  | Milwaukee Bucks              | 2018-19   | 64 | 378 | 748   | 51% (.505) | 104 | 244 | 43% (.426) | 141 | 152 | 93% (.928) | 1,001 | 15.64 | [ 10 ] |
| Kyrie Irving     | Brooklyn Nets                | 2020-21   | 54 | 549 | 1,086 | 51% (.506) | 152 | 378 | 40% (.402) | 201 | 218 | 92% (.922) | 1,451 | 26.90 | [ 11 ] |
| Kevin Durant (2) | Brooklyn Nets / Phoenix Suns | 2022-23   | 47 | 483 | 862   | 56% (.560) | 93  | 230 | 40% (.404) | 307 | 334 | 92% (.919) | 1,366 | 29.10 | [ 12 ] |

### WNBA
| Jogador           | Equipe             | Temporada | GP | FG  | FGA | FG%        | 3P | 3PA | 3P%        | FT  | FTA | FT%        | PTS | PPG   | Ref.   |
| ----------------- | ------------------ | --------- | -- | --- | --- | ---------- | -- | --- | ---------- | --- | --- | ---------- | --- | ----- | ------ |
| Elena Delle Donne | Washington Mystics | 2019      | 31 | 220 | 427 | 52% (.515) | 52 | 121 | 43% (.430) | 114 | 117 | 97% (.974) | 606 | 19.54 | [ 13 ] |